# Haematopota bequaerti
Haematopota bequaerti är en tvåvingeart som beskrevs av Burger 1982. Haematopota bequaerti ingår i släktet Haematopota och familjen bromsar.
Artens utbredningsområde är Sri Lanka. Inga underarter finns listade i Catalogue of Life.